# Clase Polar
La Clase de Navegación Polar o simplemente Clase Polar  (en inglés: Polar Class - PC) se refiere a la especial designación otorgada a un buque con base en los Requerimientos Unificados para Buques de Clase Polar desarrollado por la Asociación Internacional de Sociedades de Clasificación (IACS). De acuerdo a estos criterios, existen siete clases polares que van desde la PC1, que corresponde a buques con capacidad para navegar durante todo el año y en todo tipo de aguas cubiertas de hielo, hasta la PC7 para la navegación en verano u otoño en hielo delgado del primer año que puede incluir trozos de hielo viejo.

## Antecedentes
Los buques que navegan en las regiones ártica y antártica están expuestos a cierto número de riesgos particulares. Las malas condiciones meteorológicas y la relativa falta de buenas cartas de navegación, de sistemas de comunicación y de otras ayudas a la navegación plantean dificultades a los navegantes. La lejanía de las zonas polares hace que las operaciones de salvamento o de limpieza resulten difíciles y caras. Las bajas temperaturas reducen la eficacia de muchos de los componentes del buque, desde la maquinaria del puente y el equipo de emergencia hasta las tomas de mar. El hielo, cuando lo hay, también impone cargas adicionales en el casco, el sistema de propulsión y los apéndices del buque.
El desarrollo de las regulaciones de clase polar empezó en los años noventa con un esfuerzo internacional para armonizar los requerimientos para operaciones marítimas en aguas polares a efectos de proteger la vida, propiedad y el medio ambiente. Los parámetros desarrollados por la Organización Internacional Marítima (IMO por sus siglas en inglés), las cuales fueron incorporadas en el Código Polar, hicieron referencia al cumplimiento de los Requerimientos Unificados para Buques Polares desarrollados por la International Association of Classification Societies (IACS). En mayo de 1996 fue creado un grupo Ad hoc para establecer Requerimientos Unificados para Buques Polares con un subgrupo concentrado en los requerimientos estructurales y otro en asuntos referidos a maquinaria. Las primeras reglas de clase polar de la IACS fueron publicadas en 2007.

## Notaciones de Clase Polar

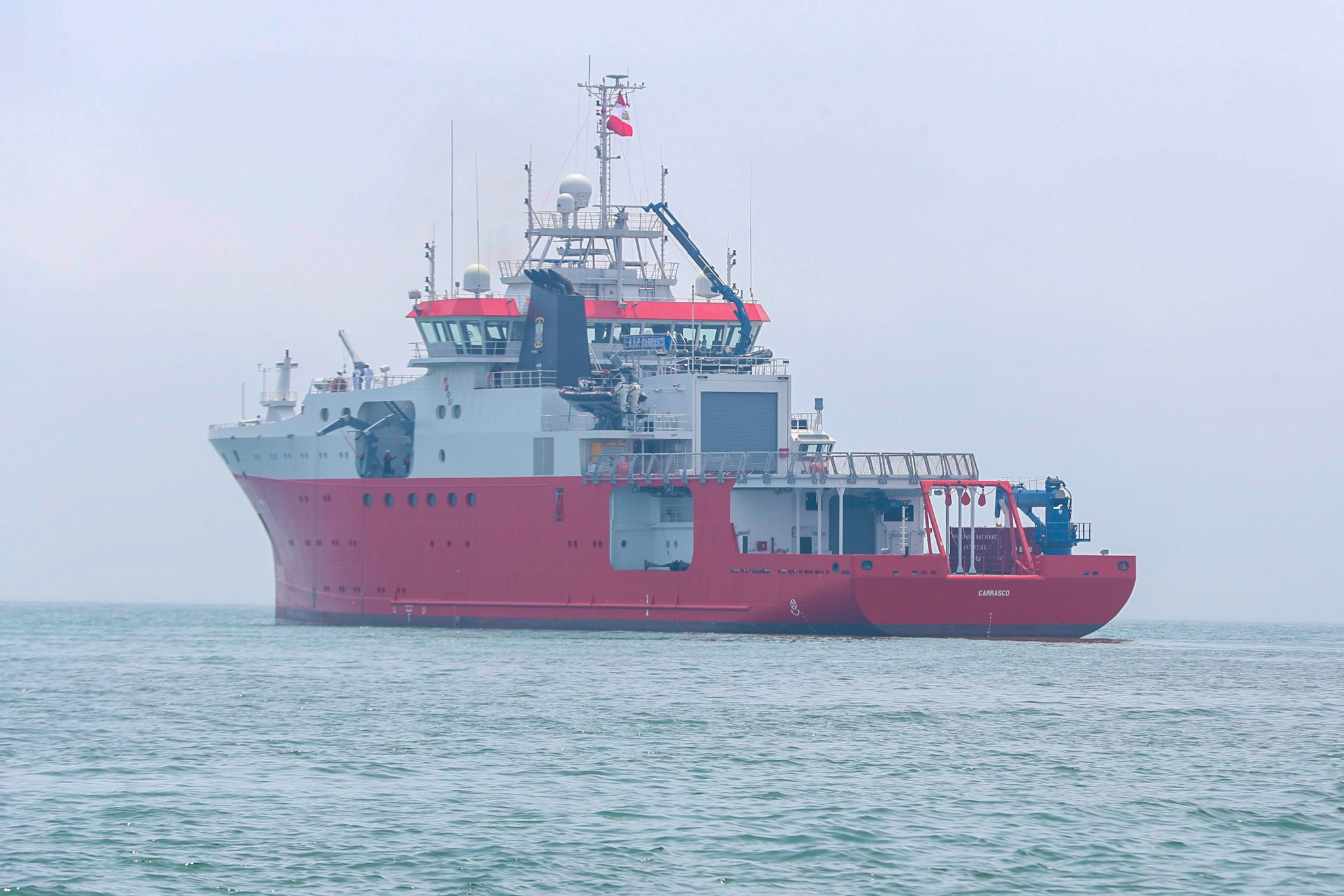
BAP Carrasco, buque oceanográfico de notación polar PC 7

La IACS ha establecido siete diferentes notaciones de clase polar, abarcando desde la PC 1 (la más alta) hasta la PC 7 (la más baja), donde cada nivel corresponde a la capacidad operacional y resistencia de una nave. Las descripciones dadas en las reglas pretenden servir de guía a los propietarios, diseñadores o agencias para seleccionar la clase polar apropiada para los viajes o misión que se pretenda dar a una nave.
| Clase Polar | Descripción (basada en la Nomenclatura de la OMM para el hielo marino)                                    |
| ----------- | --- |
| PC 1        | Navegación durante todo el año en todo tipo de aguas cubiertas de hielo                                   |
| PC 2        | Navegación durante todo el año en condiciones moderadas de hielo de varios años                           |
| PC 3        | Navegación durante todo el año en hielo del segundo año que puede incluir trozos de hielos de varios años |
| PC 4        | Navegación durante todo el año en hielo grueso del primer año que puede incluir trozos de hielo viejo     |
| PC 5        | Navegación durante todo el año en hielo medio del primer año que puede incluir trozos de hielo viejo      |
| PC 6        | Navegación en verano u otoño en hielo medio del primer año que puede incluir trozos de hielo viejo        |
| PC 7        | Navegación en verano u otoño en hielo delgado del primer año que puede incluir trozos de hielo viejo      |